# 연주세영첩
연주세영첩(漣朱世榮帖)은 조선 후기의 일괄 문서이다. 당대 문신 학자들의 친필시가 편철되어 있으며 마지막에는 한 집안에서 같은 지역의 수령을 60년 만에 다시 맡게 된 것을 축하한다는 우암 송시열의 친필 서문이 있다.
조선 후기의 문신 학자들의 친필로 쓴 시가 첨부되어 있는데다 당대 인물들의 교유관계를 알 수 있다는 점에서 역사적, 학술적, 서예사적 가치가 돋보이는 자료이다.
2019년 4월 22일 경기도의 유형문화재 제353호로 지정되었다.

## 개요
『연주세영첩(漣朱世榮帖)』은 조선 숙종때 문인이자 좌참찬을 역임한 호곡 남용익(南龍翼, 1628~1692)이 1602년 연천현감을 지낸 증조부인 남복시(南復始, 1557~1619)와 60년이 지난 현종 3년(1662)에 부친인 남득붕(南得朋, 1604~1678)이 연천현감으로 재임 『승정원일기』에 따르면, 남득붕은 현종 1년(1660) 4월 15일에 연천현감에 제수된 것에 대해 사은하였고, 1662년 8월 5일 연천현감에서 파직되었다.(『승정원일기』 현종 1년 4월 15일, “謝恩…漣川縣監南得朋.”, 『승정원일기』 현종 3년 8월 5일, “…請漣川縣監南得朋, 先罷後推. 上曰, 依啓.)
중인 것을 기념하기 위해 당시 문인들과 주고받았던 축하시, 송별시 등을 엮은 시첩(詩帖)이다. 『연주세영첩』중의 연(漣)은 경기도 연천(漣川), 주(朱)는 무주(茂朱)를 일컫는 말이다. 그렇다면 『연주세영첩』이란 “대를 이어 연천과 무주현감으로 벼슬한 영예를 기념하기 위한 시첩”이라는 의미로 볼 수 있다.

## 참고 문헌
- 연주세영첩 - 국가유산청 국가유산포털